# Canal de Neufossé
50° 41′ 09″ N, 2° 23′ 56″ E

Le canal de Neufossé, de Neuffossé ou canal du Bassin minier ou canal de Saint-Omer à Aire est un cours d'eau artificiel situé dans le Nord-Pas de Calais, et créé pour des raisons de stratégie militaire défensive, peu après l'an 1000. Il relie le fleuve côtier l'Aa à la rivière la Lys, qui prennent leur source dans les collines de l'Artois, le bassin versant dirigé vers la plaine de Flandre. Le canal Dunkerque-Escaut auquel le canal est intégré, illustre et clarifie cette configuration: le but n'était pas de relier les communes d'Aire-sur-la-Lys au sud et de Saint-Omer au nord par une voie fluviale navigable. 

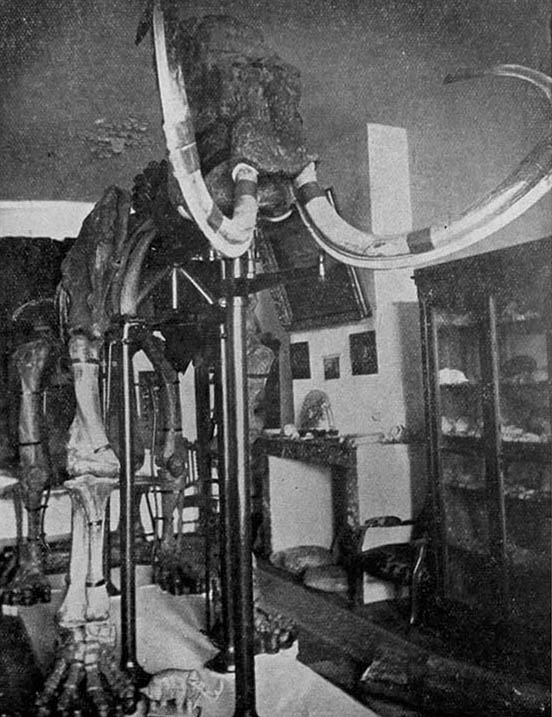
Divers ossements d'animaux préhistoriques ont été trouvés lors de travaux sur le canal ou à proximité, dont ce mammouth, reconstitué dans le cabinet d'histoire naturelle du Dr Pontier à Lumbres au début du XXe siècle

## Origines historiques

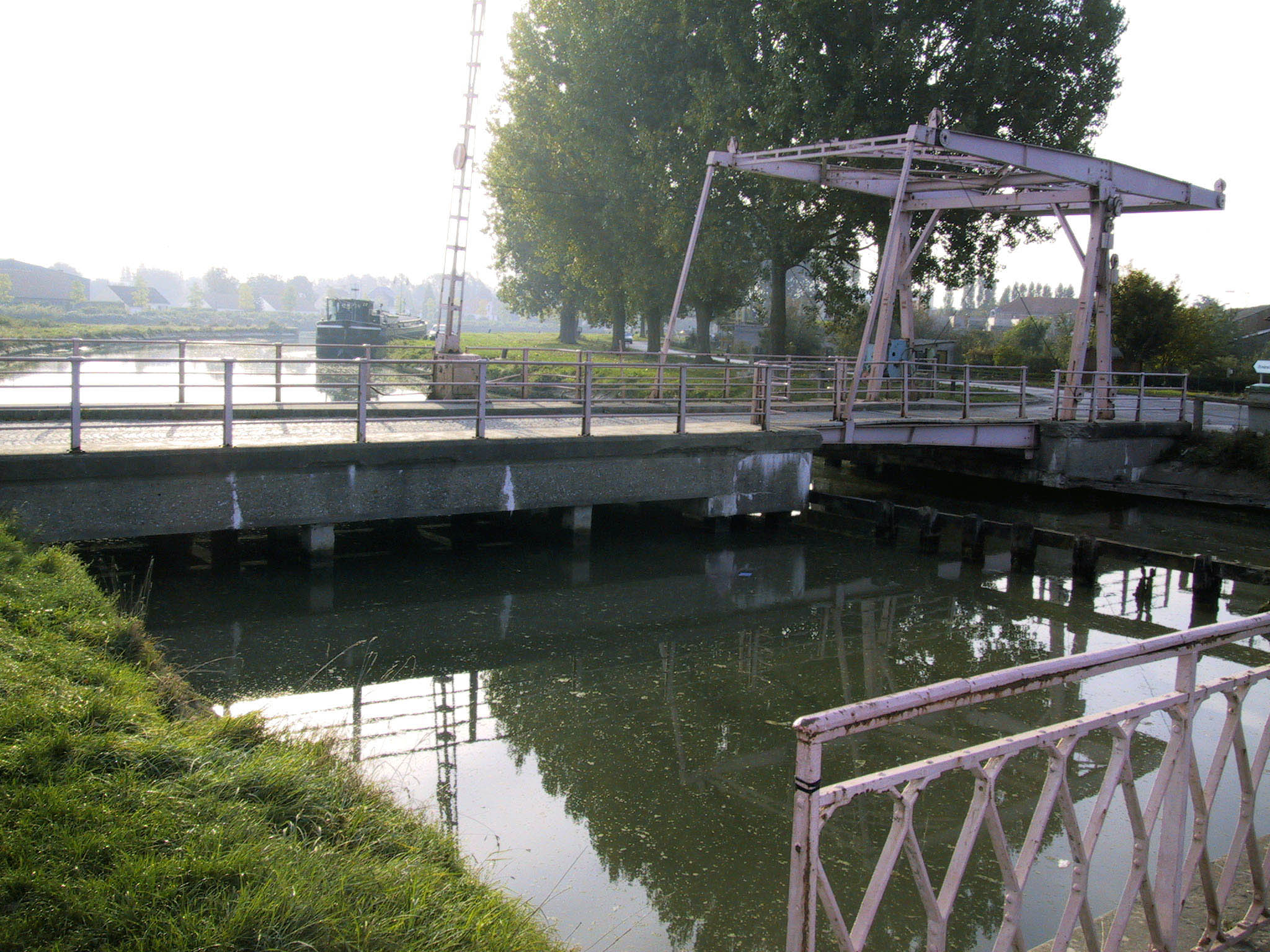
Dérivation du canal de Neufossé à Arques

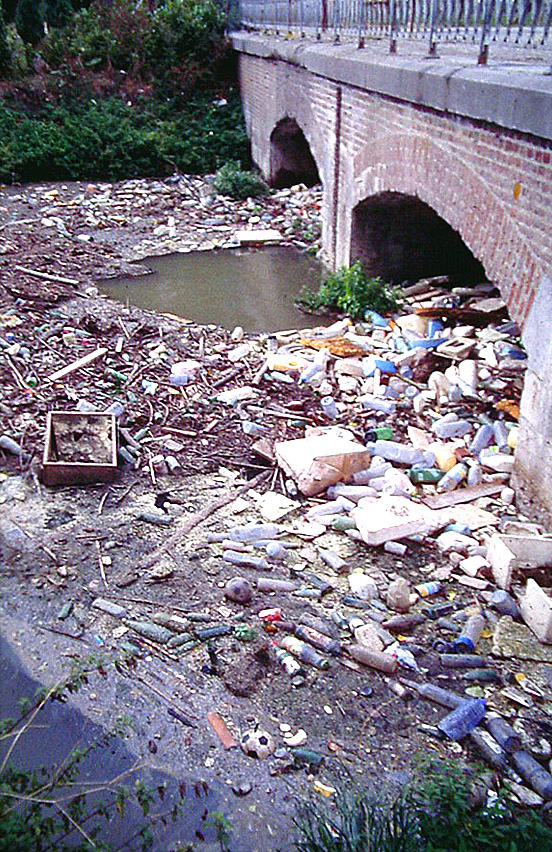
Entrée du siphon permettant à l'Aa de passer sous la déviation du canal de Neuffossé à Arques, près du lieu-dit Grand vannage ; les macro-déchets flottants s'y accumulent (septembre 1996)

Des documents médiévaux parlent d'un « fossé neuf » réalisé au XIe siècle (entre 1046 et 1054) à la demande expresse de Baudouin de Lille, comte de Flandre. Ce nom (noeuf fossé) était assez courant en France, mais dans ce cas, l'ensemble fossé et talus était une ligne de défense destinée à protéger une partie des domaines du comte d'un assaut qu'il savait être imminent de l’empereur du Saint-Empire-Romain-Germanique Henri III, lequel s'était déjà emparé de Lille. 
On peut supposer qu'il s'agissait d'un large et profond fossé voire d'un petit canal, creusé sans écluses ou presque, pour des raisons de défense, 
Ce  neuf-fossé est alimenté par les eaux de l'Aa qui traversent Arques, avant d'obliquer vers Saint-Omer au nord. Le canal capte une partie des eaux de l'Aa à Arques qui sont déviées vers le sud pour se jeter dans la Lys à Aire. En reliant ces deux cours d'eau, le canal coupait efficacement le nord de la France en deux parties, de Dunkerque à La Bassée sur un axe est-ouest comme le montre le tracé du canal Dunkerque-Escaut. 
L'ouvrage initial - renforcé d'un talus - aurait été creusé sur 12 ou 16 km de long, en urgence, par toute une armée et en vingt-quatre chantiers se rejoignant les uns les autres, ou en trois nuits selon la légende. 
Il semble qu'il ait réellement bloqué l’avancée de l’Empereur, mais Baudouin, privé de l'aide de Godefroid IV qui lui avait antérieurement permis de résister à l'Empire ne put repousser Henri III plus au nord. Ce dernier a ravagé la Flandre plus au nord, mais il a été bloqué par la résistance organisée par Baudouin de Arques à La Bassée, derrière le « Neuf-fossé ». Henri III, aidé de Jean de Béthune (ancien châtelain de Cambrai) devra se contenter de Tournai et sa région (qu'il soumet en juin 1054) alors que Baudouin stagne devant Anvers défendue par Frédéric de Luxembourg (1055).
Un siècle plus tard, ce petit canal « de Neuf-Fossé » a été complété de petits forts défensifs dits Boulevers ou Blocus qui ont joué un rôle dans diverses batailles sur cette frontière artificielle. Une garnison importante a longtemps été maintenue à Saint-Omer et Aire sur la Lys, avec sur le proche Plateau d'Helfaut une zone d'entraînement et de campement.
Ce canal aurait pu avoir pour origine des fonctions secondaires de drainage (ne serait-ce que pour les nécessités du chantier) et de liaison commerciale entre le fleuve côtier de l'Aa et la rivière de la Lys et entre les communes d'Aire-sur-la-Lys et de Saint-Omer, qui étaient à l'époque deux grands centres urbains, culturels, militaires et religieux importants, mais cette hypothèse n'est pas attestée par les chroniqueurs de l'époque ou les archives. 
Au XVIIIe siècle (en 1688 au moins), Vauban a décidé d'élargir ce canal pour en permettre la navigabilité pour de petits bateaux grâce à un ou deux larges chemins de halage, mais aussi pour en améliorer les fonctions défensives (talus élevés et raides), ponts faciles à contrôler. Ces travaux ne furent vraiment achevés qu'un siècle plus tard, au milieu des années 1780, la jonction par dérivation (de 18 km de long) n'ayant été commencée qu'en 1753, pour être mise en service 21 ans plus tard, en 1774. 
Ces travaux d'agrandissement et rectification du « chenal de Saint-Omer » ont été supervisés par l'ingénieur des fortifications Pierre du Buat. Les archives du Service Navigation montrent qu'à cette occasion de très importantes levées défensives de terre ont rehaussé celles de Baudouin, à partir des terres issues du creusement d'élargissement qui a permis d'atteindre entre Aire et Arques localement 50 m de large et une hauteur de 9 m, avec au pied de cet ouvrage « (..) un contre-fossé qui reçoit les eaux du coteau sur le flanc duquel le canal a été établi ». Le canal n'était alors franchissable que via quelques ponts, faciles à contrôler.
En 1835, les Mémoires des « antiquaires de la Morinie » de Saint-Omer signalaient la mise au jour de nombreux restes d'animaux préhistoriques lors de travaux effectués dans le canal de Neuffossé : en particulier des molaires et des défenses provenant de plusieurs espèces furent extraites des terres. Une série de travaux a abouti à la mise au gabarit Freycinet (300 tonnes) en 1887 puis au gabarit européen (1 350 tonnes) en 1967, mais une partie du réseau ferré construit sur les restes de l'ancienne muraille défensive de terre a été abandonnée.

## Fonctions
Ses fonctions défensives et de canal-frontière ont perdu de leur importance lors de la Seconde Guerre mondiale à cause du développement de l'aviation. Mais des documents d'archive relatives au « Neuf-fossé » montrent qu'il y a encore eu des conflits sur la propriété ou la gestion du canal comme limite interdépartementale et la propriété du cours d'eau (au XIXe siècle). Cet ancien fossé défensif est resté une limite de frontière linguistique et culturelle : flamand occidental au nord et picard au sud.
Ce canal fait partie de l'infrastructure canal Dunkerque-Escaut voulue après la Seconde Guerre mondiale pour valoriser le Bassin minier du Nord-Pas-de-Calais. De nombreuses usines se sont installées à ses abords. Un petit port fluvial a été construit à Arques dans les années 1990, à l'initiative de la Chambre de commerce et d'industrie de Saint-Omer.
Avant 1967, il descendait rejoindre l'Aa à Saint-Omer grâce à l'ascenseur à bateaux des Fontinettes, depuis remplacé par une écluse de plus de 13 m de dénivelé. Cette dernière a elle-même pris la place d'une écluse quintuple du XVIIIe siècle, troisième de France par ordre d'importance et chronologiquement. Les ingénieurs des années 1960 étaient assez imperméables à la notion de patrimoine fluvial…
Il évacue vers la mer les eaux de drainage d'une partie de la Flandre, et les eaux d'exhaure du bassin minier. Cette fonction est devenue vitale pour les zones d'affaissement minier

## Contre-fossés
Il existe un long contre-fossé longeant la rive gauche du canal entre le Pont de Campagne-lez-Wardrecques et la commune de Wittes. Il s'agit en fait du « contre-fossé du parapet défensif du canal de Neuffossé », ce qui explique les conflits qui ont pu exister entre communes et autres acteurs à propos des charges liées à son entretien. Il en existait un identique entre Aire et La Bassée, mais il a été détruit et a servi à construire les talus des lignes de chemin de fer Lille-Béthune, Berguette-Aire. La zone de l'ancien mur est présentée par les archives comme « dépendances du canal », dépendances qui ont fait l'objet d'un bornage homologué par les décrets des 5 juin 1861 et 29 avril 1868, avant d'être modifié par des ventes ou remises de terrains aux collectivités (Saint-Omer, Aire et Wittes) ainsi qu'à la compagnie du chemin de fer, et au domaine de la navigation et à l’Administration des Domaines pour l'agrandissement ou la rectification du canal.
Aujourd'hui appelé « fossé noir » par ses riverains sur sa partie finale, en raison d'une forte pollution organique ancienne et contemporaine, le contre-fossé est situé à une altitude très supérieure au niveau du canal sur sa partie amont, et longé par une voie ferrée sur une partie de son cours.
Son écoulement est intermittent sur jusqu'à Wardrecques, au lieu-dit Pont d’Asquin (commune de Racquinghem, près de la Papeterie-Cartonnerie de Gondardennes sise à Wardrecques). À partir de là, il est toujours alimenté en eau, notamment par la Papeterie-cartonnerie qui y rejette 1 500 m3/j d'eau de refroidissement (originellement pompée dans le canal et dans un forage) ainsi que des eaux pluviales après les pluies. La tuilerie « Immerys Toiture » (ancien Comptoir tuilier du nord) de Racquinghem y rejette (par pompage) des eaux de carrières auxquelles s'ajoutent divers rejets d'eaux pluviales et de ruissellement (dont une part des eaux pluviales de Racquinghem)
Le Contre-Fossé coule alors – mais en sens inverse de celui du canal – vers Wittes où il rejoint dans la Melde et où ses eaux se mélangent aussi à celles de la Liauwette, puis de l’Oduel, avant de passer dans un siphon qui passe sous la Lys Municipale pour déboucher juste en aval du lieu-dit « Grand-Vannage ». 
Après ce siphon l'eau plonge dans un autre siphon qui la fait passer sous le canal à grand gabarit pour rejoindre la Lys canalisée.
Ce -dont le SYMSAGEL a estimé qu'il drainait environ (à Wittes) un sous-bassin versant de 16,6 km2 (qui fait partie du bassin de la Melde qui est de 84 km2 a été très pollué (pollution organique) par les rejets industriels (filasses bactériennes en aval de rejets papetiers, et peut-être métaux lourds après une tuilerie dans les années 1970-1980 avant la mise en place de stations d'épuration performantes. Il reçoit les eaux de 14 affluents dont 12 sont des fossés de drainage et 2 sont alimentés par une source : aujourd'hui ce pourrait être la pollution d'origine agricole (nitrates, phosphates, pesticides, turbidité liée à l'érosion des sols cultivés) qui est devenue dominante, bien que des eaux grises et domestiques non épurées posent aussi problème (donnée 2006) (à Racquinghem notamment selon le Symsagel).
En cas de crues, en 7 points des buses ou rigoles font office de déversoir vers le fossé d'assèchement du chemin de halage du canal situé un peu plus bas. Ces ouvrages sont postérieurs à la construction du canal.

## Environnement

### Intégrité écologique
Faute de gués et d'écoducs, en raison de berges particulièrement artificielles (béton et/ou palplanches) et de par sa vocation première (il s'agissait de construire un mur infranchissable par les armées), ce canal est un facteur de fragmentation écologique majeur et supplémentaire pour cette région déjà très fragmentée par un réseau routier particulièrement dense. 
S'il a néanmoins été un des axes de dévalaison et de remontée de l'anguille, espèce aujourd'hui menacée de disparition, ce canal et l'Aa canalisée ont surtout contribué à la diffusion d'espèces exotiques envahissantes aquatiques, dont la moule zébrée, le corbicule Corbicula fluminea (Rafinesque, 1817), le gammare tigré Gammarus tigrinus (Sexton, 1939), Echinogammarus ischnus (Stebbing, 1899) . 
Une petite expérimentation de restauration de berges écologiques a été réalisée à Renescure dans les années 1990. Une partie des berges pourraient jouer un rôle dans le cadre de la trame verte régionale.
En tant que cours d'eau artificiel il est intégré dans les SAGEs de l'Aa et de la Lys, sous le contrôle de l'État, avec l'aide de l'Agence de l'eau Artois - Picardie.

### Pollution
Ce canal a été considéré par les Agences de l'eau comme l'un des plus pollués de France en raison de l'industrie lourde qui s'est installée sur ses berges aux XIXe et XXe siècles et à cause des apports du Bassin minier. 
Il a subi les séquelles de deux guerres (apports d'eaux polluées à la suite des bombardements et incendies. 
Deux problèmes importants sont la gestion des boues de curage et la remise en suspension de polluants lors du passage de grosses péniches ou lors de crues majeures. Les pollutions industrielles ont significativement diminué, soit grâce aux stations d'épuration, soit à la suite de la fermeture des usines les plus polluantes, mais les pollutions d'origine agricole ont augmenté, et la turbidité et l'eutrophisation sont devenus un problème chronique dans tous les canaux navigués, exacerbé par la puissance croissante des moteurs de bateaux automoteurs, depuis l'abandon du halage.
Comme tous les grands canaux reliant entre eux des bassins versants différents et des ports, c'est un axe de pénétration d'espèces envahissantes, dont la moule zébrée, une espèce de corbicule et divers crustacés. C'était autrefois un axe de circulation pour l'anguille européenne, mais elle est depuis quelques décennies en forte régression.